# Siribala
Siribala è un comune rurale del Mali facente parte del circondario di Niono, nella regione di Ségou.
Il comune è composto da 19 nuclei abitati:
- Ballabougou
- Bôh
- Chobougou
- Choualani
- Dongaly
- Fièbougou
- Hèrèmakono Coura
- Kalasolibougou
- Kanabougou
- Kanto Wèrè
- Laminibougou
- M'Bêwala
- Massala
- Minimana
- Nadani
- Séribabougou
- Siribala-Coro
- Siribala Coura
- Toumakoro